# Charles Anne Sigismond de Montmorency-Luxembourg
 (avril 2022).
Pour les autres membres de la famille, voir Maison de Montmorency.
Charles Anne Sigismond de Montmorency-Luxembourg (né le 31 août 1721, mort le 21 juillet 1777), duc de Châtillon puis duc d'Olonne, maréchal de camp, fut un officier de Louis XV.

## Famille

### Mariages et descendance

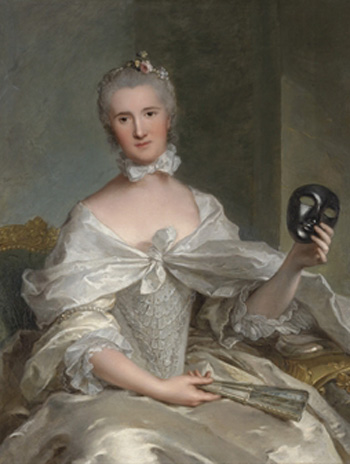
Jean-Marc Nattier : Portrait de la comtesse de Sérent, 1754.

Le 22 octobre 1734, Charles épouse en premières noces Marie-Etiennette de Bullion-Fervaques (? - 1749) . De ce mariage sont nés :
- Anne Charles Sigismond de Montmorency-Luxembourg (15 octobre 1737 - 13 octobre 1803)
- Anne Paul Emmanuel Sigismond de Montmorency-Luxembourg (8 décembre 1742 - 1789), appelé Chevalier de Montmorency-Luxembourg, puis Prince de Luxembourg
- Bonne Marie Félicité de Montmorency-Luxembourg (18 février 1739–15 février 1823), mariée avec Armand-Louis de Sérent.

Le 2 juin 1753, Charles épouse en secondes noces Agnès de Miotte-Ravannes.
En décembre 1762, Charles épouse en troisièmes noces Marie-Jeanne-Thérèse de Lespinay de Marteville, précédemment mariée à Joseph Maurice Annibal de Montmorency-Luxembourg.

### Ascendance jusqu'à Hugues Capet
Fils de Charles Paul Sigismond de Montmorency-Luxembourg (1697-1769) et de Anne Angélique de Harplus de Vertilly (1700-1769).
Hugues Capet → Robert II de France → Henri Ier de France → Philippe Ier de France → Louis VI de France → Robert Ier de Dreux → Alix de Dreux → Gertrude de Nesle-Soissons → Bouchard V de Montmorency → Mathieu III de Montmorency → Mathieu IV de Montmorency → Jean Ier de Montmorency → Charles Ier de Montmorency → Jacques de Montmorency → Jean II de Montmorency → Louis de Montmorency-Fosseux → Rolland de Montmorency-Fosseux → Claude de Montmorency-Fosseux → François Ier de Montmorency-Hallot → Louis de Montmorency-Bouteville → François de Montmorency-Bouteville → François-Henri de Montmorency-Bouteville → Paul Sigismond de Montmorency-Luxembourg → Charles Paul Sigismond de Montmorency-Luxembourg → Charles Anne Sigismond de Montmorency-Luxembourg[réf. nécessaire]

## Source
- David Bailie Warden, Saint-Allais (Nicolas Viton), Maur François Dantine, Charles Clémencet, Ursin Durand et François Clément, L'art de vérifier les dates des faits historiques, des chartes, des chroniques..., 1818